# Маммедова, Гульшат Сахыевна
Гульшат Сахыевна Маммедова (туркм. Gülşat Sahyýewna Mämmedowa; род. 1964, Ашхабад) — туркменский государственный деятель, бывший председатель Меджлиса Милли Генгеша Туркменистана.

## Биография
В 1988 году окончила Туркменский государственный университет имени Махтумкули по специальности «преподаватель туркменского языка и литературы».
В 2005—2007 годах работала начальником главного управления образования города Ашхабада.
С 2007 по 2009 год — первый заместитель министра образования Туркменистана по средним школам и детским дошкольным учреждениям.
В июле 2009 года назначена министром образования Туркменистана, а 18 февраля 2012 года после президентских выборов вновь утверждена на этой должности.
4 апреля 2015 года освобождена от должности министра образования Туркменистана.
С 18 августа 2015 года по 8 апреля 2016 года -Председатель комитета по социальной политике Меджлиса Милли Генгеша Туркменистана.
9 апреля 2016 года назначена на должность заместителя председателя Кабинета министров Туркменистана по вопросам культуры и СМИ.
В июне 2017 г. избрана заместителем председателя Меджлиса Милли Генгеша (Парламента) Туркменистана.
30 марта 2018 года по результатам тайного голосования она избрана председателем Меджлиса Милли Генгеша Туркменистана.

## Награды
- Медаль «Гайрат»
- Медаль «Watana bolan söygüsi üçin»
- Юбилейная медаль «20 лет Независимости Туркменистана».
- Медаль «Махтумкули Фраги» (20 октября 2014)[5]
- Медаль «Независимый, Постоянно Нейтральный Туркменистан»
- Юбилейная медаль «Türkmenistanyň Garaşsyzlygynyň 25 ýyllygyna»
- Юбилейная медаль «25 лет Нейтралитета Туркменистана»
- Юбилейная медаль «Türkmenistanyň Garaşsyzlygynyň 30 ýyllygyna»
- Памятный знак Туркменистана «Magtymguly Pyragynyň 300 ýyllygyna» (10 декабря 2024) — учитывая большой личный вклад в изучение в эру Возрождения новой эпохи могущественного государства творческого наследия туркменского поэта-классика Махтумкули Фраги и его популяризацию в мире, в воспитание подрастающего молодого поколения в духе почитания национальных ценностей, традиций и обычаев нашего народа, сформировавшихся на протяжении веков, в воспитание качеств патриотизма, высокой нравственности, трудолюбия, гуманизма, храбрости и мужества, а также по случаю 300-летия со дня рождения Махтумкули Фраги[6]